# Deiriden
Als Deiriden oder Halspapillen bezeichnet man seitlich in Höhe des Nervenrings angeordnete Fortsätze bei einigen Fadenwürmern der Klasse der Secernentea. In der Klasse der Adenophorea und bei vielen bei Pflanzen vorkommenden Secernentea sind sie nicht ausgebildet. Die Deiriden werden von dopaminergen Neuronen versorgt und sind vermutlich Mechanorezeptoren. Besonders groß sind sie beim Hakenwurm Cameronecator urichi. Man kann zwei Paare von Deiriden unterscheiden, die vorderen (Halspapillen) und hinteren. Die Deiriden bestehen aus einem sensorischen Nervenzellfortsatz, der in einem Kanal liegt, der von einer Sockelzelle und einer eingestülpten Scheidenzelle umgeben wird. Das Ende des Dendriten ist in die Kutikula eingebettet.